# 알루르어
알루르어(Alur)는 우간다 서나일 지방 남부와 콩고민주공화국 이투리주 북동부에서 알루르족에 의해 사용되는 나일어족 서부 나일어군의 언어이다. 루오어의 한 방언으로도 간주된다. 하위에 Jokot, Jonam, Mambisa, Wanyoro의 방언이 있다. 9개의 모음과 23개의 자음이 있으며 SVO 어순이다. 공식적인 표기법은 없으나 서면 자료나 도로 표지판 등에 쓰이는 비공식적 관례는 확립되어 있다.

## 같이 보기
- 알루르족